# روبرت جاكسون (سياسي أسترالي)
روبرت جاكسون (بالإنجليزية: Robert Jackson)‏ هو سياسي أسترالي، ولد في 8 نوفمبر 1911 في ملبورن في أستراليا، وتوفي في 12 يناير 1991 في لندن في المملكة المتحدة.